# فسيفساء خيول قرطاج

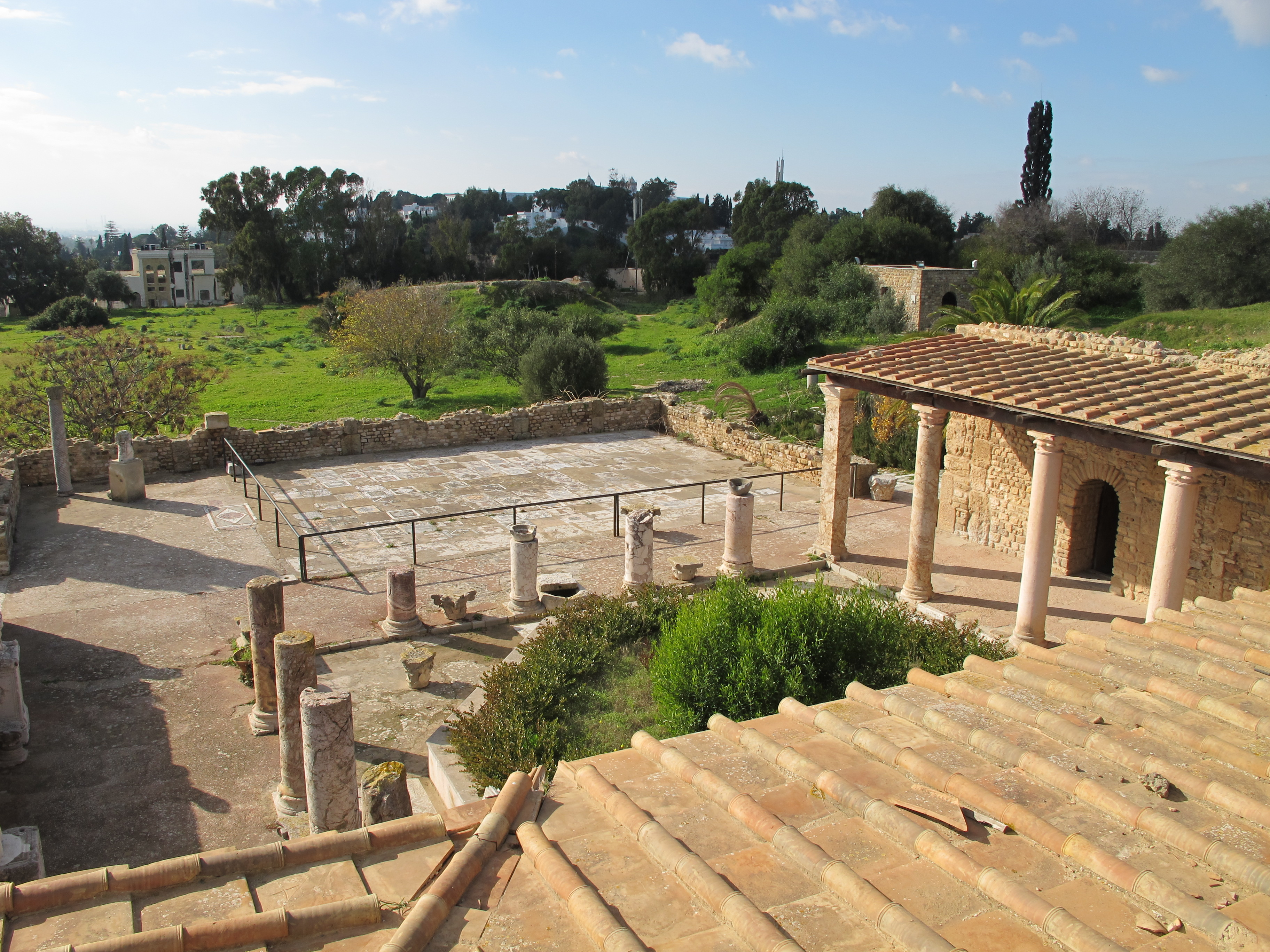
منظر للفسيفساء في وضعها ومكانها الحالي.

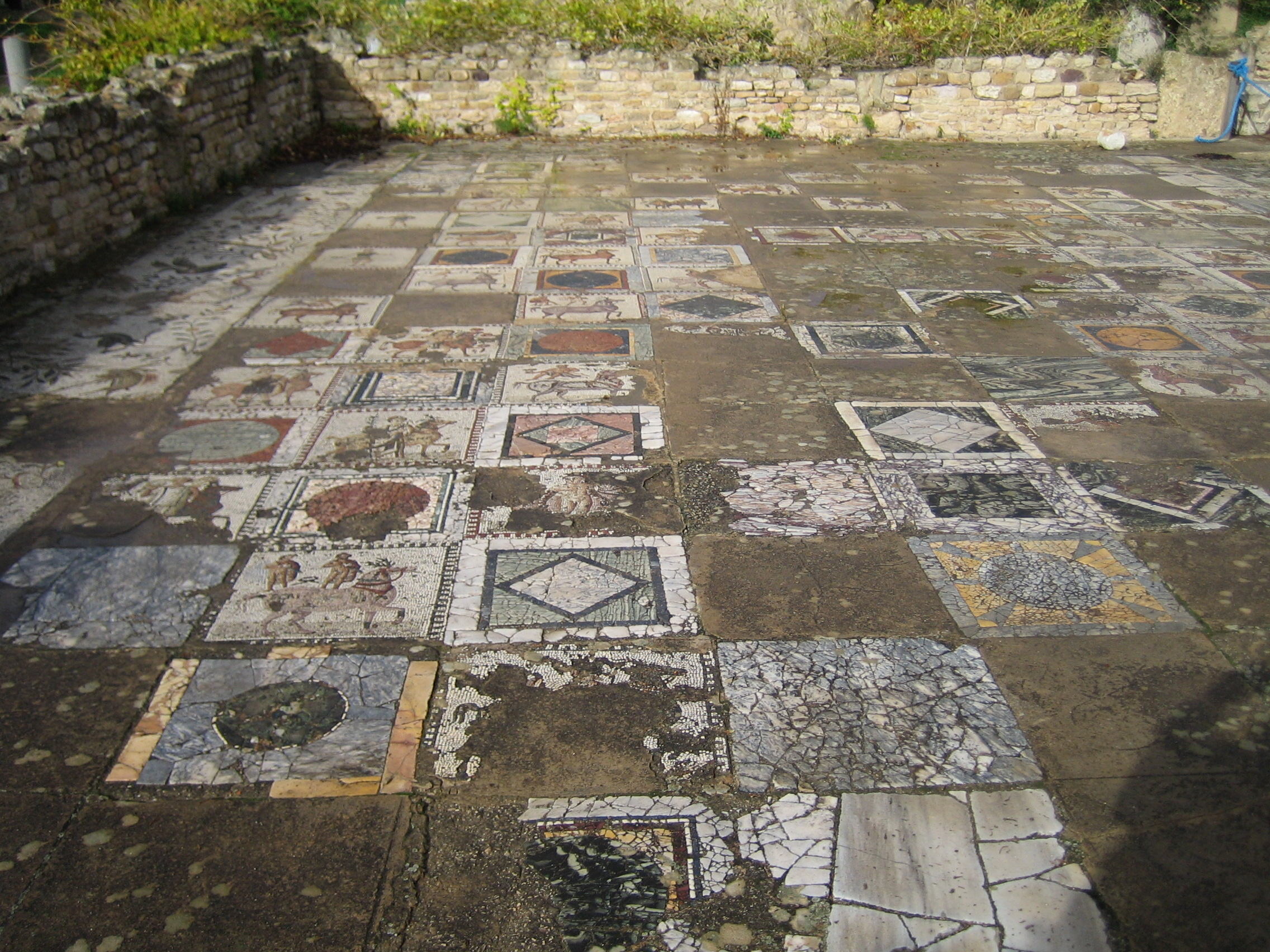
منظر للفسيفساء التي نقلت لباحة الفيلات الرومانية.

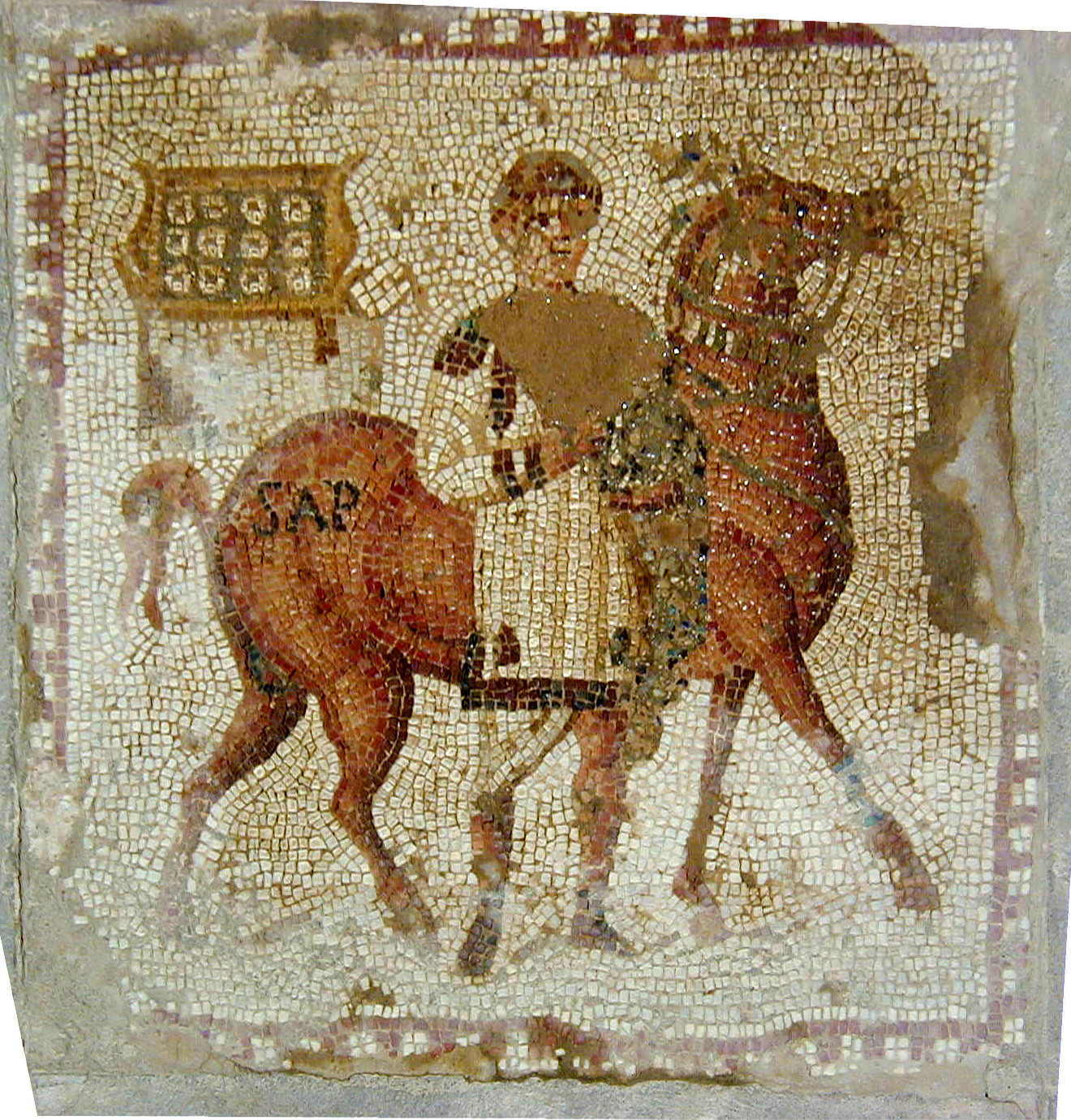
قطعة Polystephanus.

فسيفساء خيول قرطاج (بالفرنسية: Mosaïque des chevaux de Carthage)‏ هي فسيفساء ترجع للعصر الروماني القديم، بعرض 12 مترا وطول 9 أمتار. أكتشفت سنة 1960، في الموقع الأثري بقرطاج، غير بعيد عن معلم أعمدة قرطاج، ولكن نقلت بعد ذلك قرب تل الأوديون وحديقة الفيلات الرومانية بقرطاج في تونس.
 
الفسيفساء وضعت في شكل قطع شطرنج، تتناوب فيها لوحات تحتوي على أشكال، ورسومات لخيول، ومكونات جغرافية، اعتبرها المؤرخ عز الدين باش شاوش نشرة أيقونات لا مثيل لها.

مكونات الفسيفاء قابلة للقطع والتفكيك، إضافة إلى أن موضوعها الأصلي يجعل منها من أهم ما وجد في هذا الموقع الأثري في القرن 20. اهتم العديد من المؤرخين حول تاريخ إنشائها المحدد، وحول إشعاعها وتأثيرها من الخارج، خاصة أن العديد من التفاصيل وجدت في فيلا رومانا ديل كاسالي في صقلية.

## مقالات ذات صلة
- فسيفساء
- فسيفساء رومانية
- فيلا رومانا ديل كاسالي